# Головна рада українських громадських організацій Бельгії
Головна рада українських громадських організацій Бельгії (ГРУГОБ) (Conceil General des Organizations Ukrainiennes en Belgique) — безпартійна неприбуткова федеративна організація, яка представляє українську громаду Королівства Бельгія, є колективним членом Світового конґресу українців та Європейського конгресу українців — разом з Товариством українців Бельгії (до 2005 року). Об'єднує більшість товариств і організацій української діаспори.

## Історія
Перші організації українців у Бельгії створено на початку 1920-х років. Після Другої світової війни постала необхідність відновити український діаспорянський рух у Бельгії. У цей час стали відроджуватися різноманітні організації та товариства українців. Основою став Український допомоговий комітет у Бельгії (УДК). У 1948 році головну раду УДК було перетворено на Головну раду українських громадських організацій Бельгії (ГРУГОБ). З перших років УДК став основою ГРУГОБа, оскільки мав представництва майже в усіх бельгійських містах, де мешкали українці. Значний період Головну раду і УДК очолювали одні особи, тому часто їх представляли як ГРУГОБ—УДК.

## Організація
Була створена на автономності усіх товариств і організацій, що до Головної ради входять. На чолі перебуває голова, який обирається на зборах. Осідок розміщено в Брюсселі. Багаторічним очільником був Омелян Коваль у 1991—2006 роках.
Члени:
- Товариство українців Бельгії
- Спілка Української Молоді
- Союз українців Бельгії — Сприяння Українській Національній Раді
- Об'єднання українок Бельгії
- Українське науково-освітнє товариство
- Український Християнський Рух

## Діяльність
З 1945 року видається двотижневик «Вісті», який засновано Українським Допомоговим Комітетом. 1948 року «Вісті» визнано друкованим органом Головної ради українських громадських організацій Бельгії. Згодом стає місячником. З 1976 року стає двомісячником.
У 1950-х роках ГРУГОБ займалося методичним та організаційним підсилення діючих товариств, сприяло організації українських шкіл у Бельгії, друку перших підручників, перепису українських громад.
Щороку святкуються Шевченківські державні та релігійні свята України.
ГРУГОБ активно допомагає Посольству України в Королівстві Бельгія під час парламентських і президентських виборів в Україні.

## Голова
- Володимир Попович у 1951—1987 роках
- Омелян Коваль у 1991—2006 роках
- Віталій Венгринович з 2006 року